# Gouvernement Ghozali I
République algérienne
Hamrouche Ghozali II
Le gouvernement de Sid Ahmed Ghozali I était le gouvernement algérien en fonction du 18 juin 1991 au 22 février 1992.
Sid Ahmed Ghozali fut nommé le 5 juin 1991, le lendemain de la proclamation de l'état de siège. Les membres de ce gouvernement sont nommés le 18 juin.
Le 16 octobre 1991, le gouvernement est remanié.
- Le principal changement est que le général Larbi Belkheir prend le poste de Ministre de l'intérieur dans un contexte marqué par la promulgation de l'état de siège. Le chef du gouvernement assume la charge du ministère de l'économie, enfin le secrétariat aux droits de l'homme devient un ministère.
- Chef du gouvernement et ministre de l'économie : Sid Ahmed Ghozali[5]

## Ministres

### Composition initiale
| Portefeuille                                                                                | Ministre                                                      |
| ------------------------------------------------------------------------------------------- | ------------------------------------------------------------- |
| Chef du gouvernement                                                                        | Sid Ahmed Ghozali                                             |
| Ministre de la Défense nationale                                                            | Khaled Nezzar                                                 |
| Ministre des Affaires étrangères                                                            | Lakhdar Brahimi                                               |
| Ministre auprès du Chef du Gouvernement chargé des relations avec l’APN et les associations | Aboubakr Belkaïd                                              |
| Ministre de l’Intérieur et des Collectivités locales                                        | Abdelatif Rahal                                               |
| Ministre de la Justice                                                                      | Ali Benflis remplacé par Hamdani Benkhelil le 21 juillet 1991 |
| Ministre de l’Économie                                                                      | Hocine Benissad                                               |
| Ministre de l’Énergie                                                                       | Nordine Aït Laoussine                                         |
| Ministre de l’Éducation                                                                     | Ali Benmohamed                                                |
| Ministre du Travail et des Affaires sociales                                                | Mohamed Salah Mentouri                                        |
| Ministre de l’Industrie et des Mines                                                        | Abdenour Keramane                                             |
| Ministre des Postes et Télécommunications                                                   | Mohamed Serradj                                               |
| Ministre des Moudjahidine                                                                   | Brahim Chibout                                                |
| Ministre de la Communication et de la Culture                                               | Cheikh Bouamrane                                              |
| Ministre des Affaires religieuses                                                           | M'hamed Benredouane                                           |
| Ministre de la Santé                                                                        | Nafissa Hamoud                                                |
| Ministre des Universités                                                                    | Djilali Liabes                                                |
| Ministre des Transports                                                                     | Mourad Belguedj                                               |
| Ministre de l’Agriculture                                                                   | Mohamed Elyes Mesli                                           |
| Ministre de l’Équipement et du Logement                                                     | Mostefa Harrati                                               |
| Ministre de la Formation professionnelle et de l’Emploi                                     | Mohamed Boumahrat                                             |
| Ministre de la Jeunesse et des Sports                                                       | Leïla Aslaoui                                                 |
| Ministre délégué aux Droits de l’Homme                                                      | Ali Haroun                                                    |
| Ministre délégué à la Recherche, à la Technologie et à l’Environnement                      | Chérif Hadj Slimane                                           |
| Ministre délégué aux Collectivités locales                                                  | Abdelmadjid Tebboune                                          |
| Ministre délégué au Trésor                                                                  | Ali Benouari                                                  |
| Ministre délégué au Budget                                                                  | Mourad Medelci                                                |
| Ministre délégué au Commerce                                                                | Ahmed Foudil Bey                                              |
| Ministre délégué à la Petite et Moyenne industrie                                           | Lakhdar Bayou                                                 |
| Ministre délégué au Logement                                                                | Mohamed Maghlaoui nommé le 21 juillet 1991                    |

### Remaniement du 16 octobre 1991
| Portefeuille                                                           | Ministre               |
| ---------------------------------------------------------------------- | ---------------------- |
| Chef du gouvernement                                                   | Sid Ahmed Ghozali      |
| Ministre de la Défense nationale                                       | Khaled Nezzar          |
| Ministre des Affaires étrangères                                       | Lakhdar Brahimi        |
| Ministre de l’Intérieur et des Collectivités locales                   | Larbi Belkheir         |
| Ministre de la Justice                                                 | Hamdani Benkhelil      |
| Ministre de l’Énergie                                                  | Nordine Aït Laoussine  |
| Ministre de l’Éducation                                                | Ali Benmohamed         |
| Ministre de la Santé et des Affaires sociales                          | Mohamed Salah Mentouri |
| Ministre de l’Industrie et des Mines                                   | Abdenour Keramane      |
| Ministre des Postes et Télécommunications                              | Mohamed Serradj        |
| Ministre des Moudjahidine                                              | Brahim Chibout         |
| Ministre de la Communication                                           | Aboubakr Belkaïd       |
| Ministre de la Culture                                                 | Larbi Demmagh Latrous  |
| Ministre des Affaires religieuses                                      | M'hamed Benredouane    |
| Ministre des Universités                                               | Djilali Liabes         |
| Ministre des Transports                                                | Mourad Belguedj        |
| Ministre de l’Agriculture                                              | Mohamed Elyes Mesli    |
| Ministre de l’Équipement et du Logement                                | Mostefa Harrati        |
| Ministre de la Formation professionnelle et de l’Emploi                | Anissa Benameur        |
| Ministre de la Jeunesse et des Sports                                  | Leïla Aslaoui          |
| Ministre des Droits de l’Homme                                         | Mohamed Ali Haroun     |
| Ministre du Travail                                                    | Abdelaziz Ziari        |
| Ministre délégué à la Recherche, à la Technologie et à l’Environnement | Chérif Hadj Slimane    |
| Ministre délégué aux Collectivités locales                             | Abdelmadjid Tebboune   |
| Ministre délégué au Trésor                                             | Ali Benouari           |
| Ministre délégué au Budget                                             | Mourad Medelci         |
| Ministre délégué au Commerce                                           | Ahmed Fodhil Bey       |
| Ministre délégué à la Petite et Moyenne industrie                      | Lakhdar Bayou          |
| Ministre délégué au Logement                                           | Mohamed Maghlaoui      |